# Camille Debans
Pour les articles homonymes, voir Debans.
Camille Debans (né Jean Debans à Caudéran le 10 mai 1832 et mort à Nice le 14 février 1919) est un journaliste et romancier populaire français.

## Biographie
Après des études au lycée de Bordeaux, il fait son droit à Toulouse. Il est d'abord clerc de notaire, puis banquier comme son oncle le financier Pierre Debans, avant de créer le journal satirique Le Bonhomme.
En 1855, il est incarcéré au fort du Hâ, à Bordeaux, pendant 35 jours, coupable d'avoir servi de témoin lors d'un duel mortel. De cet épisode, il tire Sous clefs en 1859.
Venu à Paris, il collabore à La Revue internationale, à Paris Magazine, à la Petite Presse, au Temps, au Figaro, au Petit Moniteur et au Grand Moniteur, dont il devient secrétaire de rédaction.
Camille Debans est l'auteur de nombreux romans — romans historiques, romans de voyage, romans d'aventures, romans sentimentaux — qui, pour la plupart, ont paru initialement sous forme de feuilletons.

## Œuvres
- Sous clefs, 1859.
- La Liberté du théâtre, à-propos en 1 acte, en vers, Paris, Théâtre-Français, 1er juillet 1864.
- Discours contre le spiritisme par un médium incrédule, avec une lettre à M. Allan Kardec, 1865.
- Octave Kellner, 1865.
- Mademoiselle la Vertu, 1872.
- Le Capitaine Marche-ou-crève, 1877.
- Le Major Alleluia, 1877.
- Le Baron Jean, 1880.
- La Peau du mort, 1880.
- Histoire de dix-huit prétendus, 1881.
- Histoires de tous les diables, 1882.
- La Cabanette, 1884.
- Les Malheurs de John Bull, 1884.
- La petite princesse, paru en roman-feuilleton dans le Petit Parisien à partir du 29 novembre 1884.
- Les Pudeurs de Martha, 1885.
- Les Duels de Roland, 1886.
- Une terrible femme, 1886.
- Au coin d'un bois, 1887.
- Scènes de la vie cévenole. La Gibosse, 1888.
- Les Coulisses de l'Exposition : guide pratique et anecdotique, 1889.
- Les Plaisirs et les curiosités de Paris : guide humoristique et pratique, 1889 Texte en ligne.
- Les Drames à toute vapeur, 1890.
- Guy de Saint-Guy, 1892.
- Boissat chimiste, 1892.
- Une orgie dans les ténèbres, 1894.
- L'Aiguilleur, 1895.
- Un duel à vapeur, 1895 La Science illustrée no 385 à 391.
- Le vainqueur de la mort. Chronique des siècles à venir, 1895 La Science illustrée no 414 à 418.
- L'Aventurier malgré lui, 1899 Livre national-Aventures et Voyages no 14.
- Moumousse, reine éphémère des Somalis, 1899 Livre national-Aventures et Voyages no 19.
- Les Drames à toute vapeur, 1900.
- Moumousse, aventures d'une petite fille dans le Sud-Africain, 1900.
- L'Âne de Malensort, 1901.
- Graour le monstre, 1903.